# Kempen
Kempen este un oraș din landul Renania de Nord-Westfalia, Germania, la frontiera cu Țările de Jos, în districtul Viersen. Este situat la aproximativ 30 km nord-vest de Düsseldorf și la 20 km est de Venlo.
Este unul din centrele industriei textile: mătase, bumbac, in etc.

## Personalități
- Thomas a Kempis, în germană Thomas von Kempen, (n. Kempen, 1379/1380 - d. 25 august 1471, Sint-Agnietenberg bij Zwolle, Overijssel, Țările de Jos), călugăr, autor al lucrării de devoțiune creștină Imitatio Christi / Urmarea lui Hristos;
- Daniel Altmaier (n. 1998), tenismen.

## Galerie de imagini

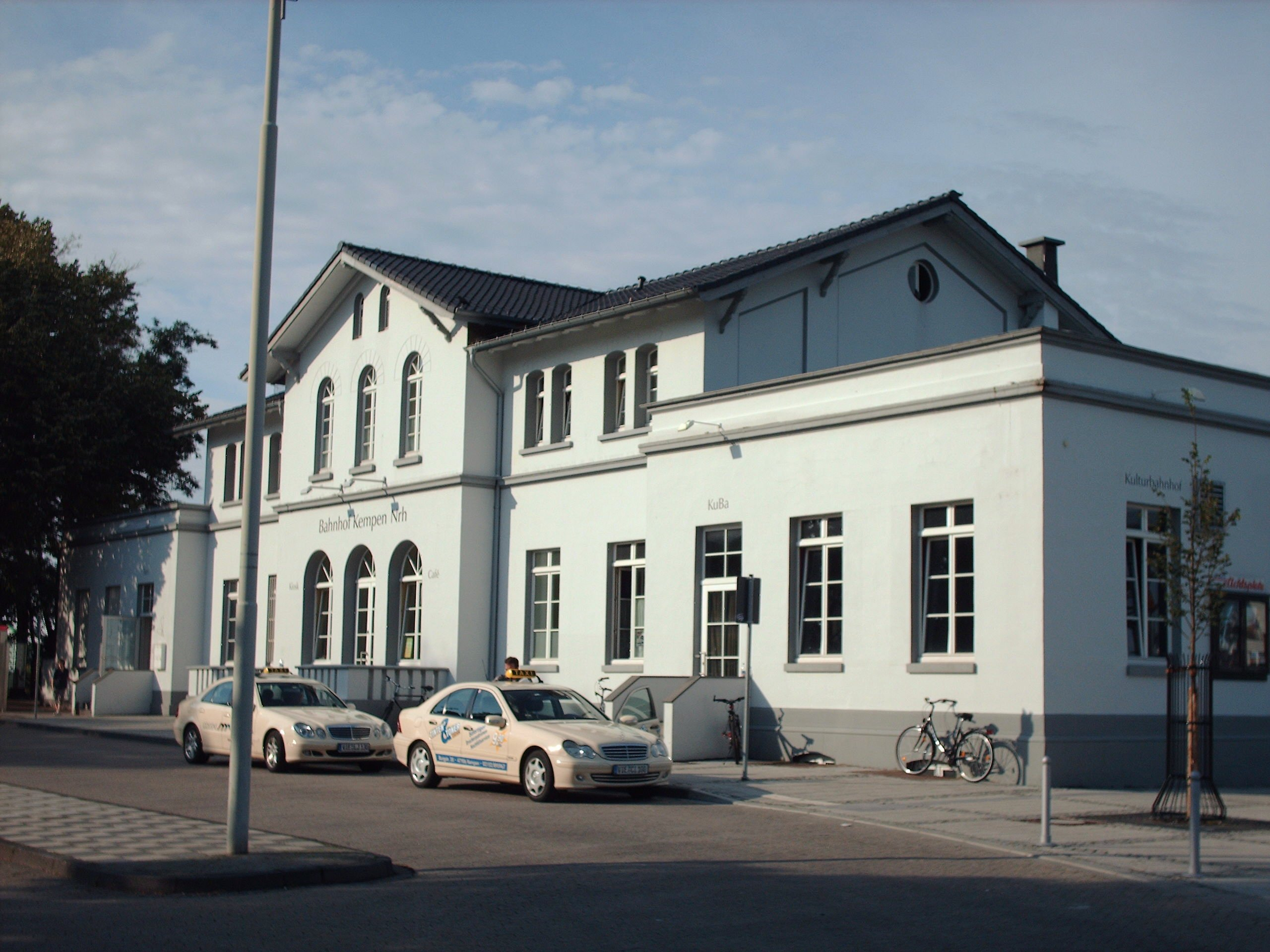
Kempen: Cădirea stației de cale ferată
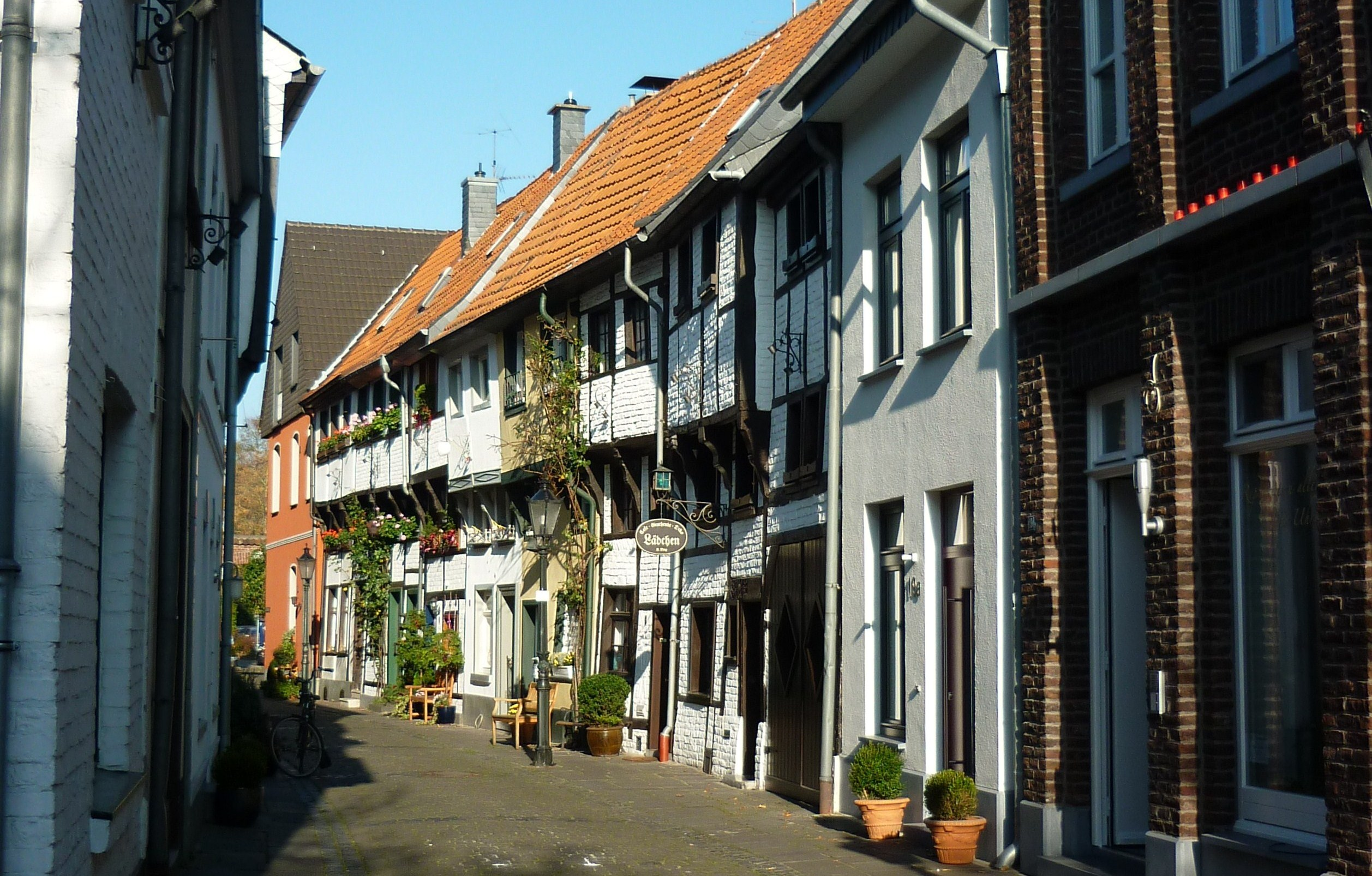
Kempen: Alte Schulerstrasse (în traducere: Strada Școlii Vechi)
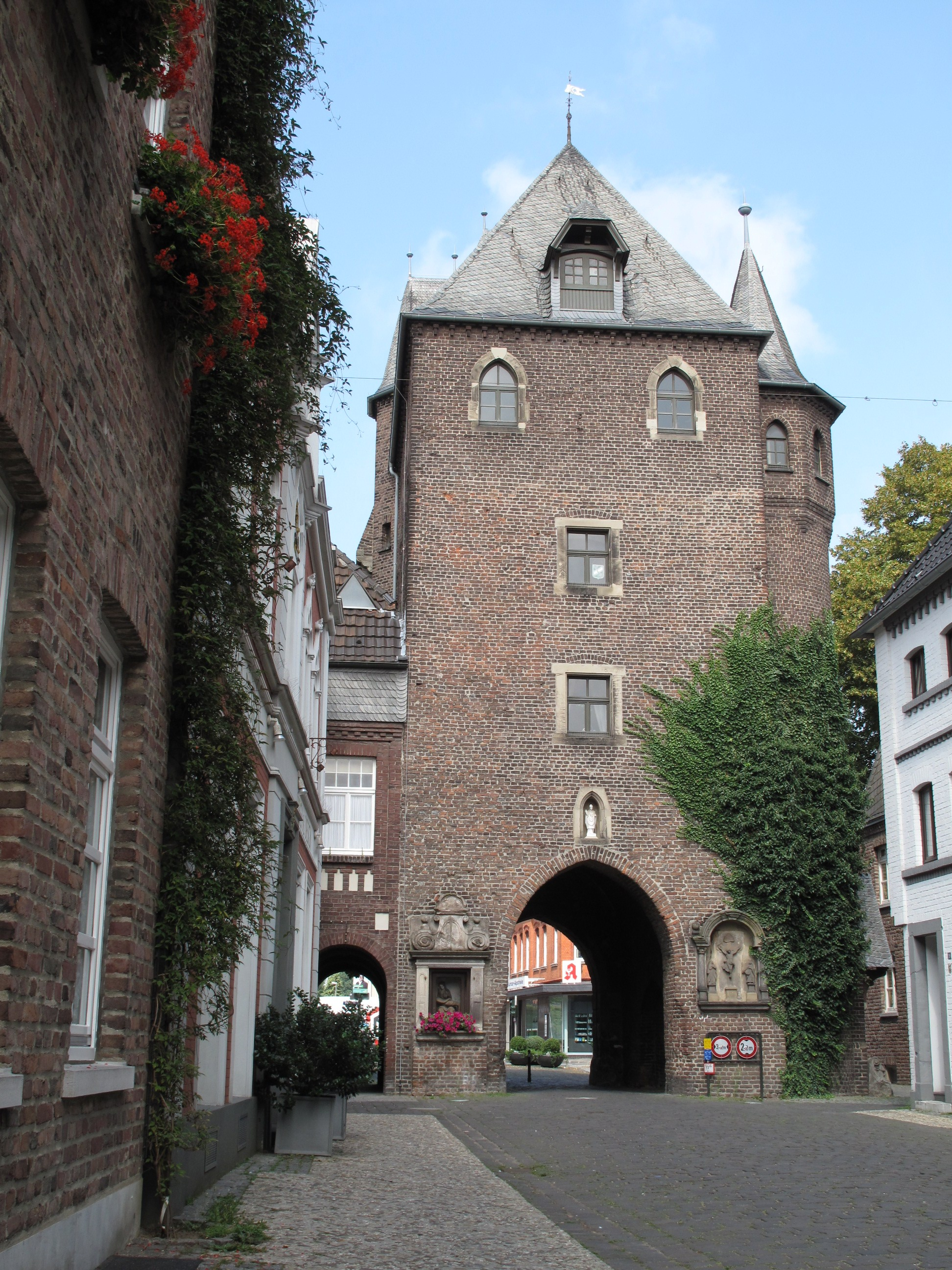
Kempen: Kuhtor (în traducere: Turnul Vacii)
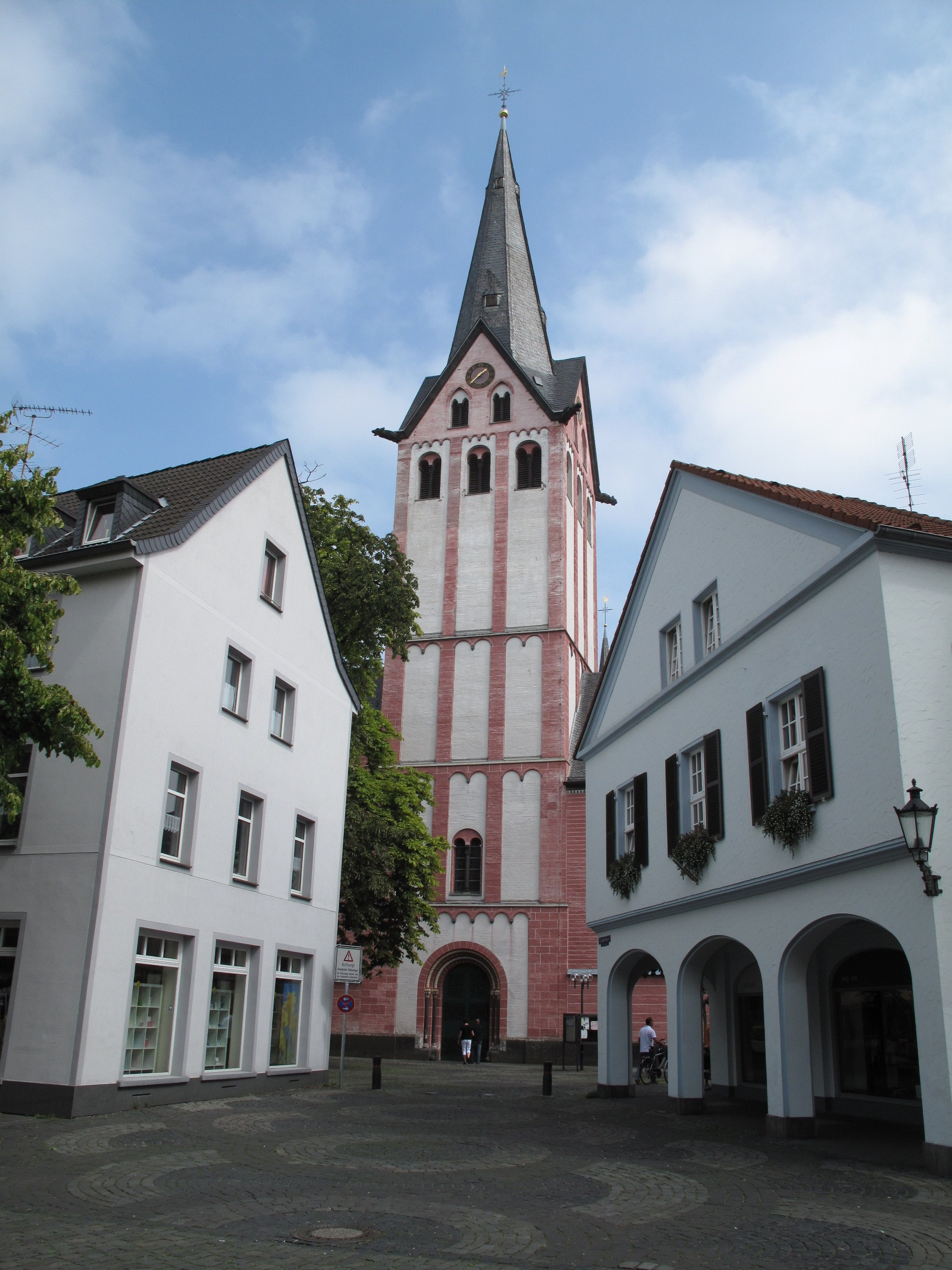
Kempen: Biserică
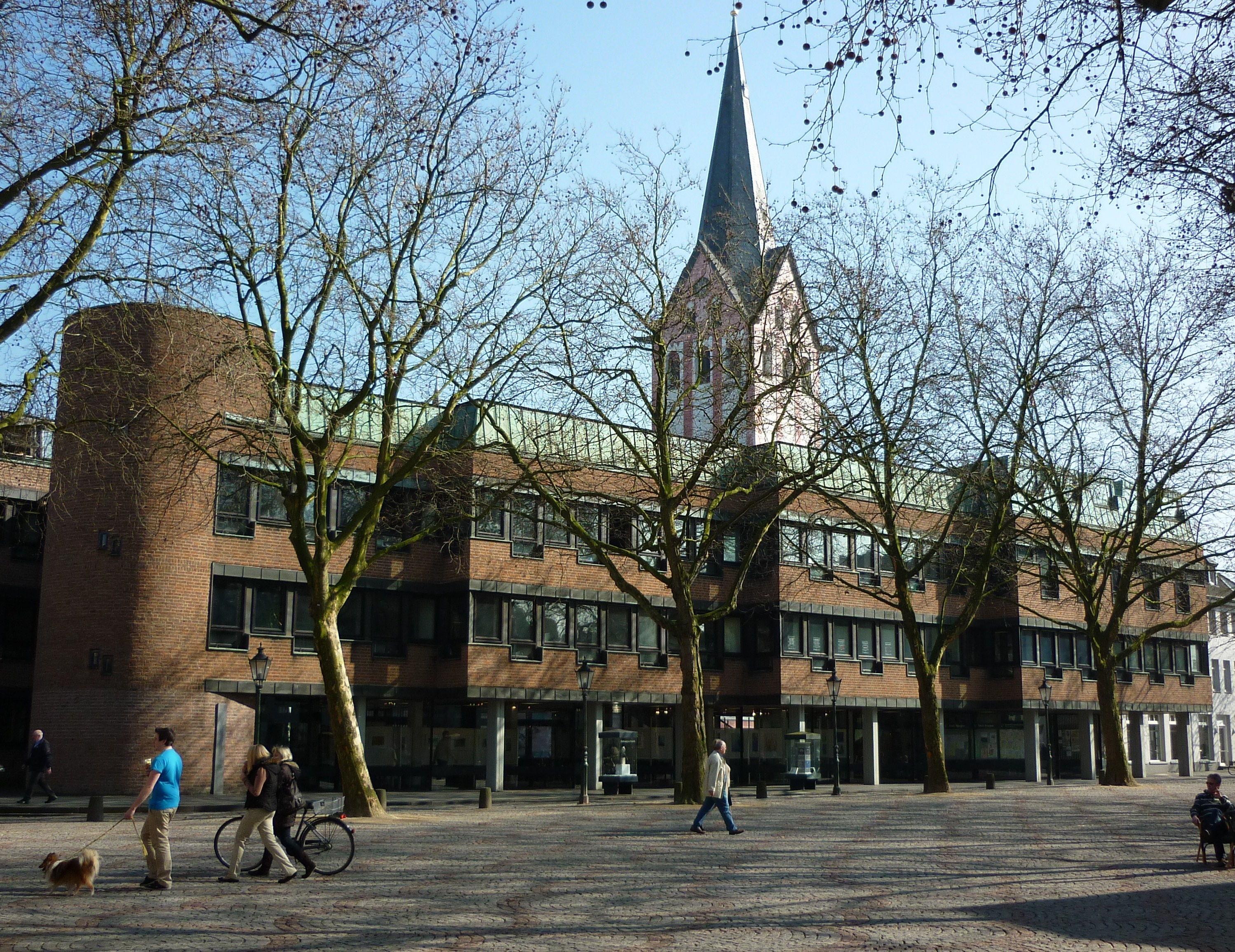
Kempen: Primăria
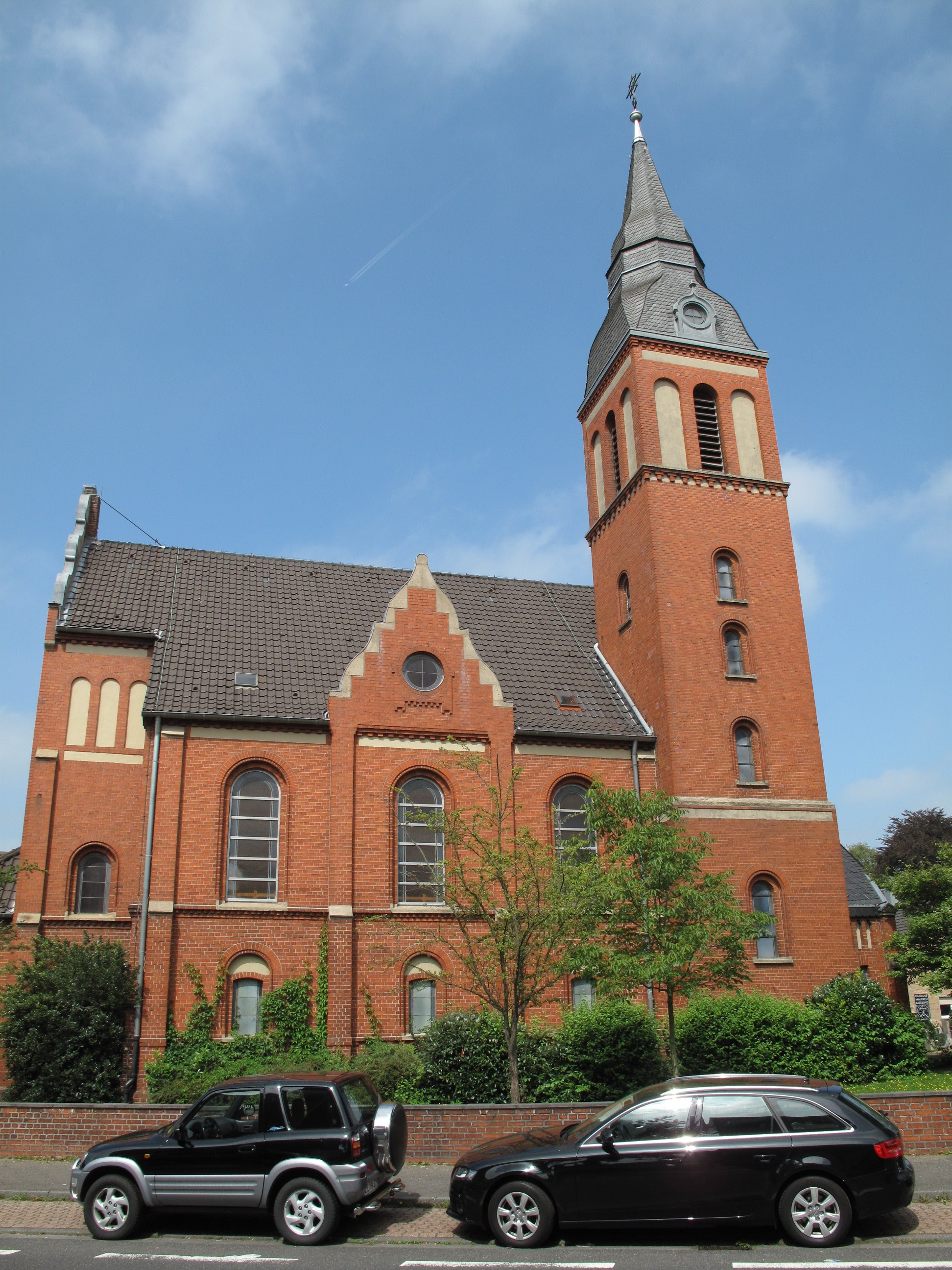
Kempen, Thomaskirche / Biserica Sf. Toma
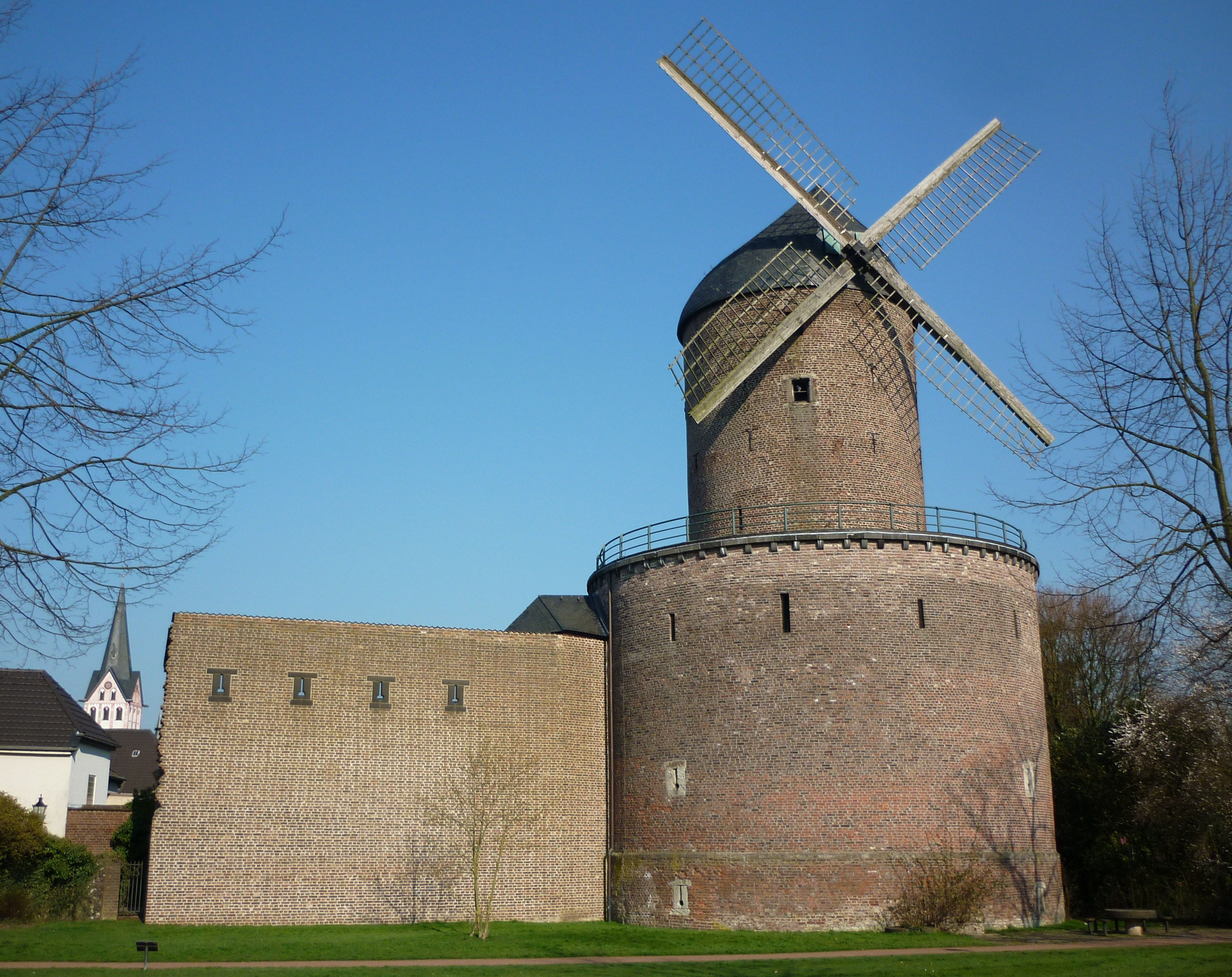
Kempen: Moară de vânt

1. ↑  Alle politisch selbständigen Gemeinden mit ausgewählten Merkmalen am 31.12.2018 (4. Quartal) (în germană), Statistisches Bundesamt[*], arhivat din original la 10 martie 2019, accesat în 10 martie 2019